# Scorpion Air
Scorpion Air fue una aerolínea con base en Sofía, Bulgaria. Fue creada en el año 1990 y es una aerolínea de aviación general que realiza vuelos chárter. La aerolínea cesó sus operaciones en 2007.

## Códigos
- ICAO: SPN
- Callsign: Air Scorpion[1]

## Flota
A fecha de agosto de 2006 la flota de Scorpion Air estaba compuesta de los siguientes aviones:
- 4 Antonov An-12
- 6 Antonov An-26
- 1 Let L-410 UVP